# Championnat d'Israël de football 1974-1975
Navigation
Championnat d'Israël 1973-1974 Championnat d'Israël 1975-1976
Le Championnat d'Israël de football 1974-1975 est la 23e édition de ce championnat.

## Classement[1]
| Rang | Équipe                  | Pts | J  | G  | N  | P  | Bp | Bc | Diff |
| ---- | ----------------------- | --- | -- | -- | -- | -- | -- | -- | ---- |
| 1    | Hapoël Beer-Sheva       | 40  | 30 | 15 | 10 | 5  | 34 | 19 | +15  |
| 2    | Hapoël Haïfa            | 37  | 30 | 14 | 9  | 7  | 39 | 29 | +10  |
| 3    | Maccabi Netanya         | 35  | 30 | 12 | 11 | 7  | 38 | 26 | +12  |
| 4    | Maccabi Tel-Aviv        | 35  | 30 | 14 | 7  | 9  | 26 | 19 | +7   |
| 5    | Hapoël Jérusalem FC     | 33  | 30 | 14 | 5  | 11 | 30 | 25 | +5   |
| 6    | Shimshon Tel-Aviv       | 31  | 30 | 12 | 7  | 11 | 32 | 25 | +7   |
| 7    | Hapoël Hadera           | 31  | 30 | 9  | 13 | 8  | 30 | 26 | +4   |
| 8    | Hapoël Tel-Aviv         | 29  | 30 | 10 | 9  | 11 | 23 | 23 | 0    |
| 9    | Hapoël Petah-Tikvah     | 29  | 30 | 11 | 7  | 12 | 32 | 33 | -1   |
| 10   | Hapoël Kfar Sabah       | 29  | 30 | 9  | 11 | 10 | 30 | 34 | -4   |
| 11   | Bnei Yehoudah           | 28  | 30 | 9  | 10 | 11 | 27 | 29 | -2   |
| 12   | Beitar Tel-Aviv         | 28  | 30 | 9  | 10 | 11 | 33 | 36 | -3   |
| 13   | Maccabi Jaffa           | 28  | 30 | 11 | 6  | 13 | 28 | 34 | -6   |
| 14   | Hakoah Amidar Ramat Gan | 28  | 30 | 8  | 12 | 10 | 26 | 33 | -7   |
| 15   | Betar Jérusalem         | 26  | 30 | 9  | 8  | 13 | 23 | 27 | -4   |
| 16   | Maccabi Petah-Tikvah    | 13  | 30 | 2  | 9  | 19 | 12 | 45 | -33  |

|  | Champion |
|  | Relégué  |

## Bilan de la saison
| Tableau d'Honneur                |                   |
| Compétition                      | Vainqueur         |
| Championnat d'Israël de football | Hapoël Beer-Sheva |
| Coupe d'Israël de football       | Hapoël Kfar Sabah |

| Promotions et relégations |                                    |
| Relégués en Liga Leumit   | aucun                              |
| Promus en Ligat ha'Al     | Maccabi Ramat Amidar Maccabi Haïfa |